# Modyfikacja pogody
Modyfikacja pogody – wpływ na zjawiska meteorologiczne poprzez zmiany w atmosferze lub otoczeniu.
Uzasadnieniem modyfikacji pogody może być kilka przyczyn: wywołanie deszczu w obszarach suszy, modyfikacje intensywności lub powstawania cyklonów tropikalnych lub tornad, wywołanie groźnej pogody w celach militarnych, lub inżynieria klimatu.